# Melodic
Melodic — международное ежедневное интернет-издание, посвященное музыкальной критике, новостям и интервью с исполнителями. Сайт фокусируется на независимой музыке, при этом, диапазон освещаемых музыкальных жанров весьма широк и включает в себя рок, поп, фолк, джаз, хэви-метал, электронную и экспериментальную музыку. Melodic был основан в 1999 году и концентрируется на новой музыке, однако журналисты рецензируют также и различные переиздания, бокс-сеты. Помимо этого, на сайте публикуется ежегодный список лучших альбомов.

## История
Веб-сайт был запущен в Швеции, под названием Midwestern Skies. Он был основан работником музыкальной индустрии Пером Винбергом (Pär Winberg), который был занят в сфере A&R на лейблах EMI Music Sweden и Lionheart Music Group. Он также работал с такими исполнителями, как The Real Group и Роберт Уэллс. При этом, авторы сайта происходят из различных стран и континентов.
В мае 2002 года сайт был переименован. В 2011 году Melodic опубликовал результаты голосования пользователей в десяти категориях. Шведская рок-группа The Pusher с дебютным альбомом The Art of Hit Music победила в трёх из них. В январе 2012 года Melodic анонсировал новый чарт, основанный на голосовании пользователей. Он стартует каждое утро понедельника и состоит из пятнадцати треков.